# Ратко Рудич
Ратко Рудич (7 червня 1948) — югославський ватерполіст.
Срібний призер Олімпійських Ігор 1980 року, учасник 1972, 1984, 1988, 1992, 1996, 2000, 2004, 2008, 2012, 2016 років.
Бронзовий призер Чемпіонату світу з водних видів спорту 1973 року.
Срібний призер Чемпіонату Європи з водного поло 1977 року, бронзовий призер 1970, 1974 років.